# Clásico del Caribe de Costa Rica
El Clásico del Caribe o Derbi del Caribe fue el partido que enfrentó a los dos principales equipos de la provincia de Limón en la Primera División de Costa Rica entre los años 1999 y 2021, Asociación Deportiva Santos de Guápiles y Limón Fútbol Club.
El conjunto limonense desde 1961 (bajo diferentes nombres como Limón FC, Limón Northern, Municipal Limón, Limón Japdeva, Limón Sprite y Asociación Deportiva Limonense: ASODELI) obtuvo 1 subcampeonato de la Primera División de Costa Rica en 1981, un subcampeonato en el Torneo de Copa de Costa Rica en 1984, un subtítulo en la Copa Campeón de Campeones en 1976 y 3 títulos de Segunda División de Costa Rica, mientras que el conjunto del santista posee 1 subcampeonato en la Liga Concacaf en 2017, 2 subcampeonatos de la Primera División de Costa Rica en 2001-02 y Verano 2012, 2 títulos de Segunda División de Costa Rica, y 7 títulos en la Liga Nacional de Fútbol Aficionado LINAFA o mejor conocidos como Primera División de LINAFA (2.ª División B de Ascenso).

## Estadísticas
Actualizado al último clásico en 2021.

### Historial
| Competición      | P.J. | P.G. LFC | P.E. | P.G ADS | G.LFC | G.ADS |
| ---------------- | ---- | -------- | ---- | ------- | ----- | ----- |
| Primera División | 55   | 14       | 15   | 26      | 63    | 83    |
| Copa             | 4    | 1        | 0    | 3       | 3     | 6     |
| Total Oficial    | 59   | 15       | 15   | 29      | 69    | 89    |

### Datos del clásico
- Máximo goleador de Limón en esta serie es el exjugador Erick Scott, con 5 tantos.

- Máximo goleador de Santos en esta serie es el exjugador Carlos Wanchope, con 6 goles.[2]